# Biblioteca de Nippur
La biblioteca de Nippur és considerada la biblioteca més antiga de la qual es té notícia.
Data del tercer mil·lenni abans de Crist i estava ubicada a l'interior del temple d'Ekur a la ciutat de Nippur, a l'antiga Babilònia. Allà s'emmagatzemaven primitives formes de llibre, consistents en tauletes de fang i rotlles de papir.